# КК Шенчур
КК Шенчур је словеначки кошаркашки клуб из Шенчура. Из спонзорских разлога пун назив клуба тренутно гласи Шенчур ГГД. У сезони 2022/23. такмичи се у Првој А лиги Словеније и у Другој Јадранској лиги.

## Историја
Клуб је основан 1974. године. Од сезоне 2014/15. такмичи се у Првој А лиги Словеније. Године 2018. стигао је до финала Купа Словеније.
У сезони 2017/18. такмичи се и у Алпе Адрија купу.

## Успеси

### Национални
- Куп Словеније:
  - Финалиста (1): 2018.

## Учинак у претходним сезонама
| Сез.     | Првенство Словеније | Куп Словеније | Регионално такмичење           | Европско такмичење |
| -------- | ------------------- | ------------- | ------------------------------ | ------------------ |
| 2014/15. | 9. место            | Четвртфинале  | —                              | —                  |
| 2015/16. | Четвртфинале ПО     | Четвртфинале  | —                              | —                  |
| 2016/17. | 9. место            | Осмина финала | —                              | —                  |
| 2017/18. | 6. место            | Финалиста     | Алпе Адрија куп — Четвртфинале | —                  |
| 2018/19. | Четвртфинале ПО     | Осмина финала | Алпе Адрија куп — Групна фаза  | —                  |

## Познатији играчи
- Иван Кољевић
- Дино Мурић
- Миљан Павковић